# Biserica Sfântul Nicolae din Poieni

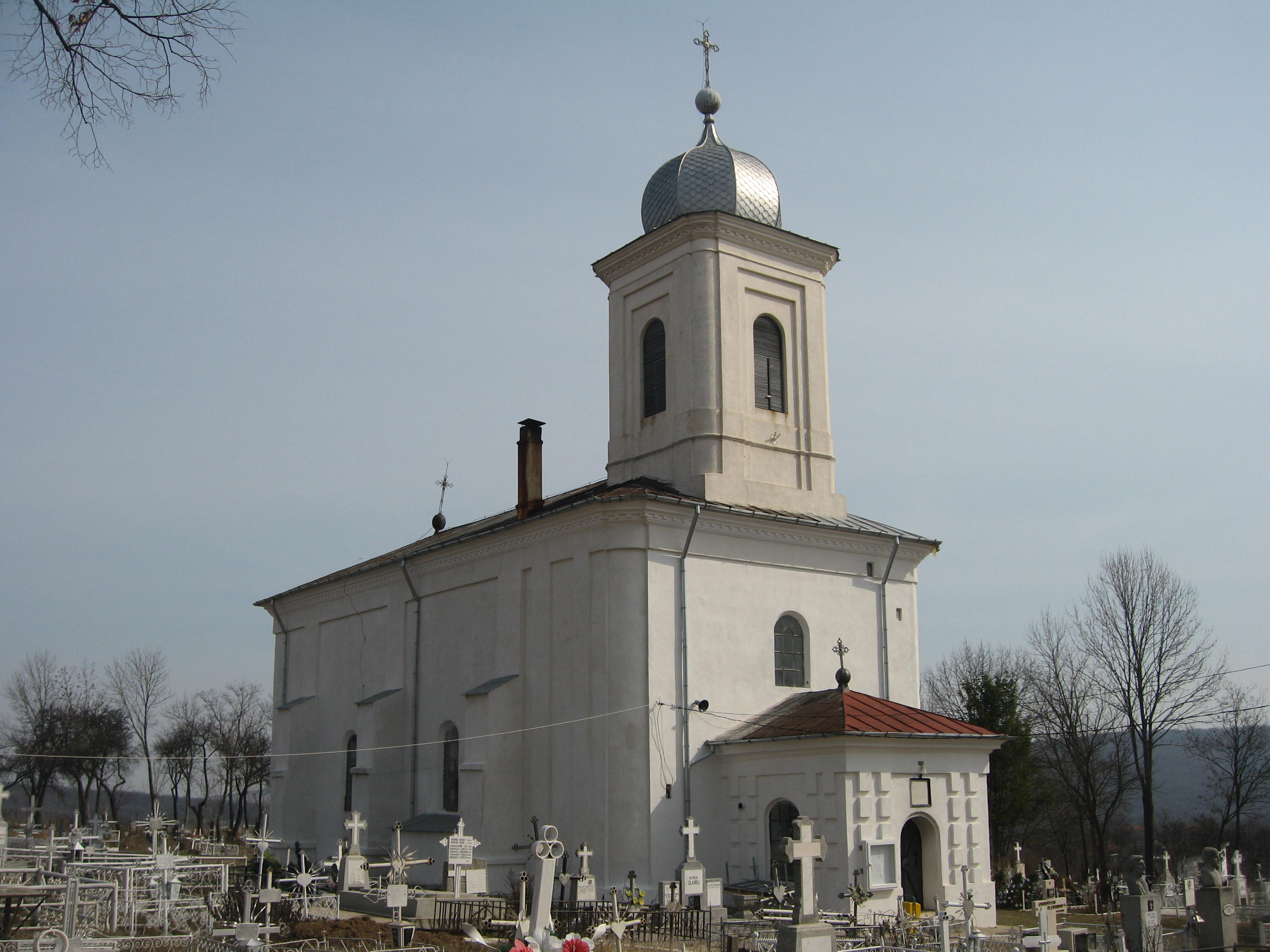
Biserica „Sf. Nicolae” din Poieni

Biserica „Sfântul Nicolae” din Poieni este o biserică ortodoxă construită în anul 1841 de marele vistiernic Alexandru Balș în satul Poieni din comuna Schitu Duca (județul Iași, aflat la o distanță de aproximativ 20 km sud de municipiul Iași). Ea se află localizată în cimitirul satului, pe partea stângă a drumului național DN24 (Iași–Vaslui). 
Biserica „Sf. Nicolae” din Poieni a fost inclusă pe Lista monumentelor istorice din județul Iași din anul 2015, având codul de clasificare cod LMI IS-II-m-B-04226.

## Istoric

### Ctitori

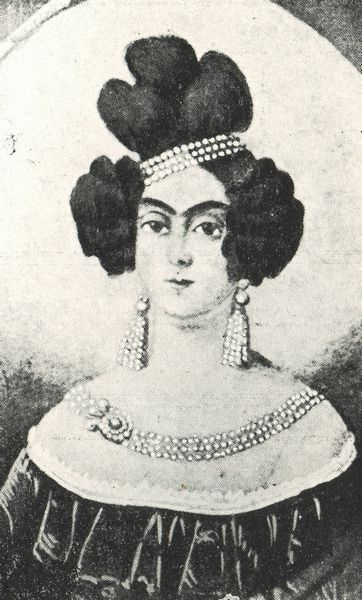
Domnița Elena (Elencu) Sturza

După cum atestă pisania amplasată deasupra intrării în biserică, ctitorii acestui edificiu sunt marele vistiernic Alexandru Balș și soția sa, Elena (Elencu). 
Ctitorul bisericii, Alexandru (Alecu) Balș (26 iulie 1801 – 14 aprilie 1864), era fiul logofătului Constantin Balș („Ciuntul”) (1744–1828) și a îndeplinit următoarele demnități: vornic, mare vistiernic și logofăt. El a fost căsătorit de două ori: mai întâi cu Casandra Cantacuzino-Pașcanu (1809–1851) și, din 1831, cu Elena (Elencu) Sturdza (1804–1854). Alecu Balș era unul dintre cei mai bogați boieri din Moldova având 80.000 de fălci de pământ (1 falcă = 14.323 m2) în Moldova, dintre care 40.000 de fălci la Broșteni pe Bistrița, 10.000 de fălci la Poieni lângă Iași, 7.000 de fălci la Adjud și alte 20.000 de fălci în alte părți ale țării.
Cea de-a doua soție a sa, Elena (Elencu) Balș (1 mai 1804 – 24 august 1854), era fiica domnitorului Ioniță Sandu Sturza (1822–1828). După cum o descrie Constantin Gane în volumul Trecute vieți de doamne și domnițe (1933–1939), domnița Elencu „avea o înfățișare plăcută, dar frumoasă nu era”, pentru ca ulterior, în aceeași lucrare, să o caracterizeze astfel: „femeie nu tocmai frumoasă, dar credincioasă, bună mamă și gospodină de frunte, era lipsită de cultură și de ideal”. Ea s-a căsătorit la 3 octombrie 1825 cu Grigore Alexandru Ghica (1807–1857), fiul marelui logofăt Alexandru (Alecu) Ghica și viitor domnitor al Moldovei (1849–1856). Cei doi soți au avut patru copii: Ecaterina (1827–1890), Constantin (1828–1874), Ioan Grigore (1830–1881) și Alexandru (1831–1903). În anul 1831, Grigore Alexandru Ghica a divorțat de domnița Elencu.
Alecu Balș s-a căsătorit în anul 1831 cu Elena (Elencu) Sturza, având împreună un copil pe nume Alexandru (1838–1894). Cei doi soți au trăit în „cea mai deplină înțelegere”. Alecu Balș și soția sa, Elena (Elencu), au fost înmormântați în curtea Bisericii „Sf. Dumitru” – Balș din Iași, osemintele lor fiind aduse ulterior în osuarul din peretele nordic al pronaosului bisericii sus-menționate.

### Biserica
Biserica „Sf. Nicolae” din Poieni a fost construită în anul 1841 de către marele vistiernic Alexandru Balș și soția sa, Elena (Elencu), în timpul domniei principelui Mihail Sturdza (1834–1849) în Principatul Moldova. În apropiere de biserică, boierul a avut și un conac care a aparținut mai apoi și Principesei Ileana a României și a fost ulterior transformat în spital.
Deasupra intrării în biserică se află o pisanie în care este scris următorul text în limba română cu caractere chirilice: „Acest sfnt lăcaș sau zidit dinnou spre cinste și laoda sfntului iera(r)h Necolai cu bunăvroință și osirdia de bunului neam dumnalui, marelui visternic și cavalear Alexandru Baloș și întru (p)o(m)inire. Cu pre luminata și leagiuita sa soțiia d(o)mnița Elencu Sturza în vreme stăpănirii d(o)mnului Mihail Grigorii Sturza V.V. și a preosfințitului mitropol(i)t Veniiamin Costaichi spre vecinica pomenire 1841”.
Potrivit pomelnicului, la acest lăcaș de cult au slujit următorii preoți: pr. Gavriil (1841), pr. Ioan (1841–1875), pr. Anton Corbu (1875–1894), pr. Mihai Bombea (1894–1906), pr. Gh. Gheorghiu (1906–1924), ieromonahul Gavriil Apetrei (1925), protosinghelul Glicherie Lupu (1926), arh. Dionisie Tanasov (1926–1927), pr. Gheorghe Chirica (1927–1928), pr Gh. Ștefănescu (1928–1933), pr. Dumitru Popovici (1933–1935), pr. Vespasian Negoiță (1 noiembrie 1935 – 1 aprilie 1942), pr. Anton Cosma (1 septembrie 1942 – 1 decembrie 1963), pr. Petru Sinescu (1 decembrie 1963 – 1 mai 1973), pr. Iorgu Codreanu (1 iulie 1973 – 1 noiembrie 1986), pr. Mihai Ciornovalic (1 ianuarie 1987 – 1 aprilie 1997), pr. Iulian Negru (21 mai 1997 – 2008) și pr. Cristinel-Gheorghiță Severin (din vara anului 2008).

### Restaurare
Iconostasul Bisericii „Sf. Nicolae” din Poieni a fost restaurat în cadrul Centrului de Conservare și Restaurare a Patrimoniului de Artă Creștină „Resurectio” – Iași al Mitropoliei Moldovei și Bucovinei, cu binecuvântarea mitropolitului Daniel Ciobotea, ulterior patriarh al României, și al succesorului său, mitropolitul Teofan Savu. Primele lucrări de conservare au fost începute în anul 2003, la inițiativa și cu participarea directă a lui Ion Balș, care vizitând biserica ctitorită de strămoși și constatând deteriorarea iconostasului, a susținut moral și financiar comunitatea locală pentru combaterea atacului activ al insectelor xilofage. Lucrările au fost continuate după anul 2005, când Ion Balș a sprijinit reluarea activităților de conservare și restaurarea a iconostasului prin implicarea în procurarea primelor materiale necesare operațiunilor de restaurare de urgență a iconostasului și icoanelor. În etape succesive, lucrările de stopare a degradărilor au continuat, astfel că la sfârșitul anului 2006 au fost aduse și amplasate în iconostas primele icoane. Activitatea de conservare și restaurare la nivelul suportului și policromiei au fost realizate în toată complexitatea specifică în mai multe etape și cu unele întreruperi, astfel că în anul 2019 au fost finalizate ultimele aspecte de redare a unității estetice și funcționale a iconostasului.
Preluând din familie dragostea și grija pentru monumentele istorice și pentru Biserică, familia Ion și Ilinca Balș se înscrie în prelungirea ilustrelor familii boierești, care din fondurile personale au susținut întreaga lucrare de stopare a degradărilor, redând iconostasului bisericii frumusețea de odinioară.

## Arhitectura bisericii
Biserica „Sf. Nicolae” din Poieni are formă de navă, cu altar semicircular. În interior, ea este compartimentată în patru încăperi: pridvor, pronaos, naos și altar. Pridoviorul are formă pătrată și este mai scunde decât celelalte încăperi. La partea superioară a pronaosului se află cafasul, unde se ajunge prin urcarea unei scări aflate într-o nișă din zidul nordic. Deasupra pronaosului se află o turlă clopotniță cu acoperiș în formă de bulb. Absida altarului are formă semicirculară și este decroșată față de restul construcției.
Biserica nu este pictată în interior. Singurele porțiuni pictate sunt pe cupola naosului și pe pandantivii cupolei. Pereții interiori sunt văruiți în culoarea albă. Iconostasul bisericii este vechi.

## Imagini

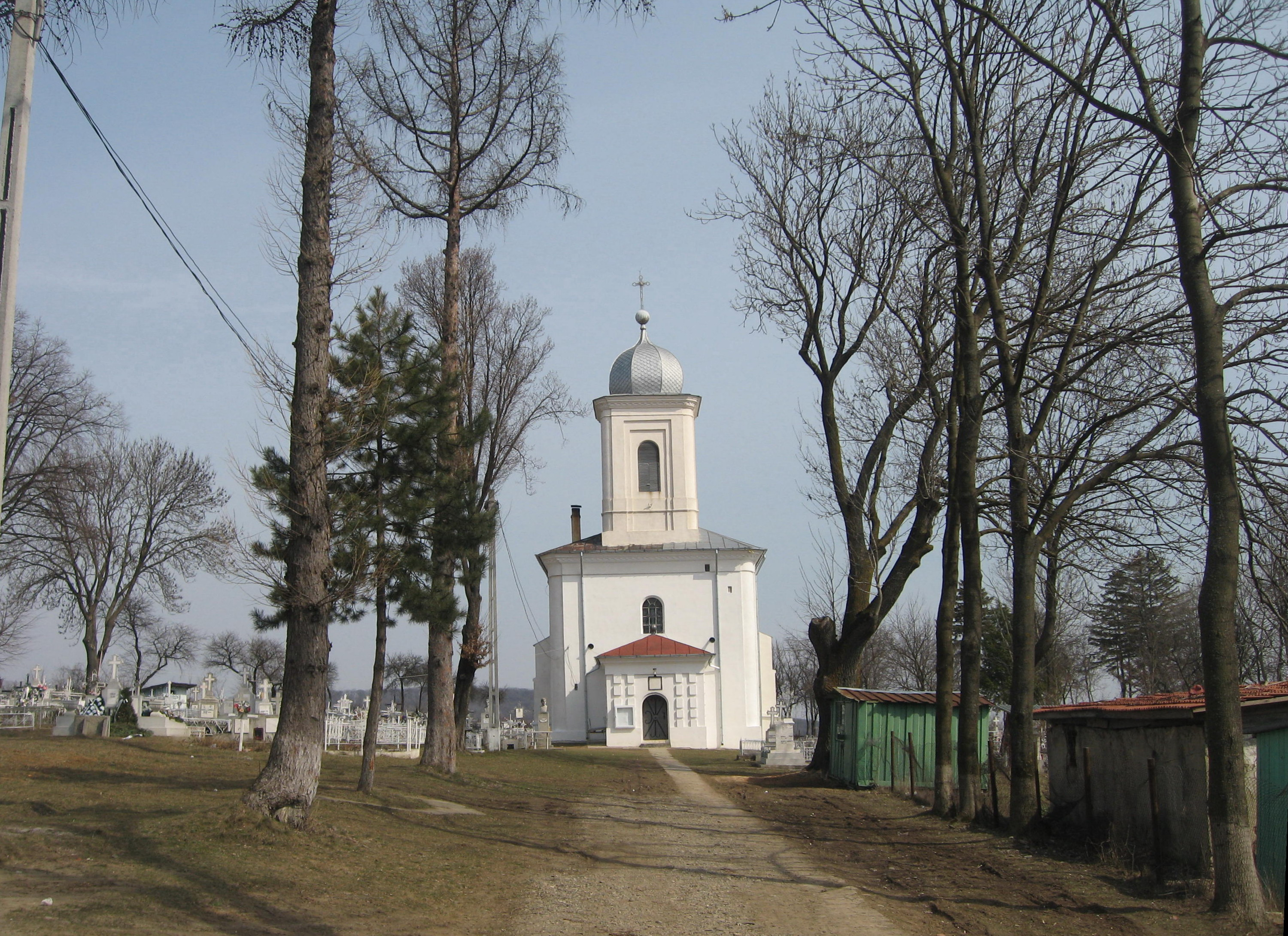
Biserica văzută dinspre intrarea în cimitir
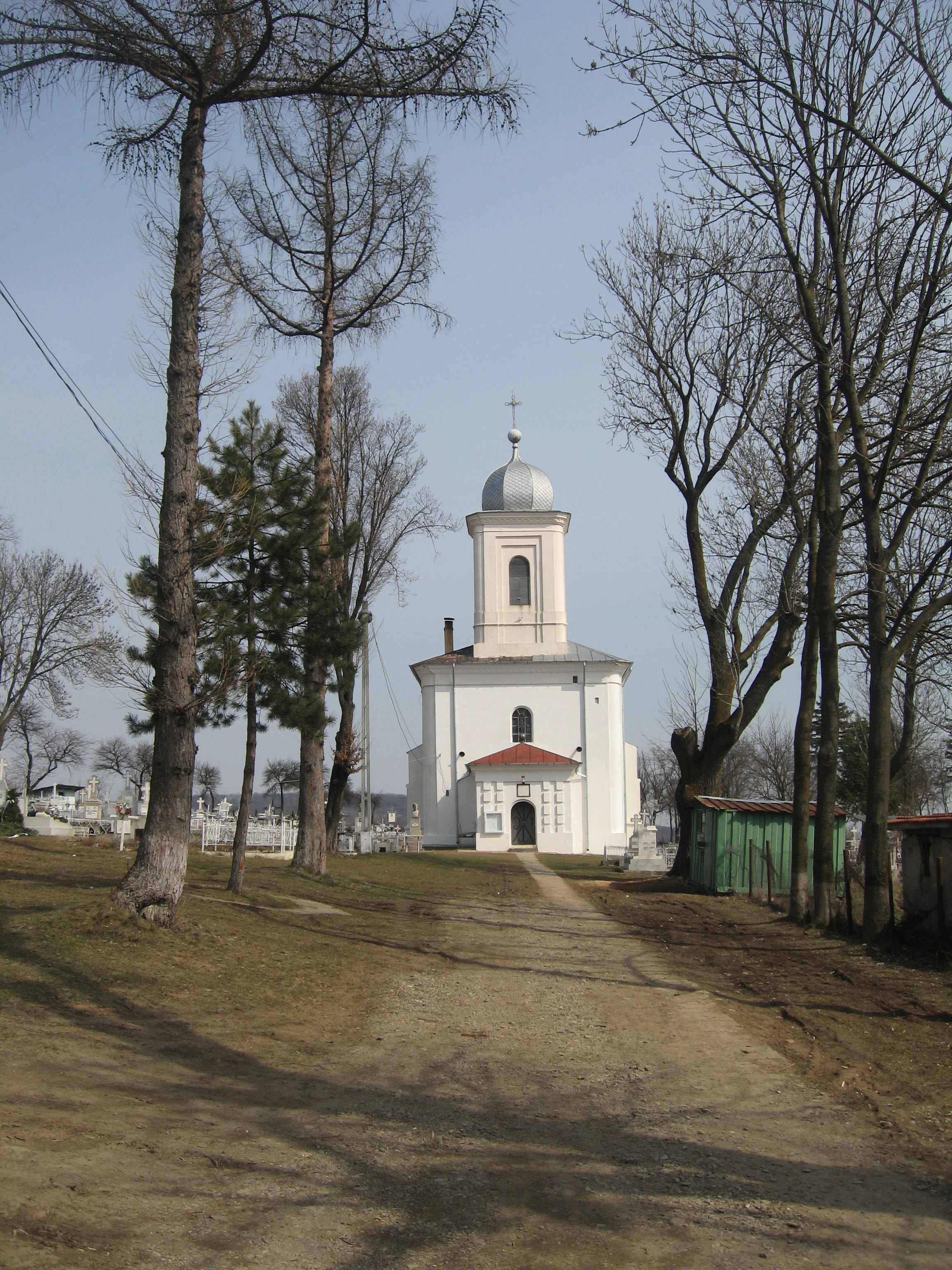
Biserica văzută dinspre intrarea în cimitir
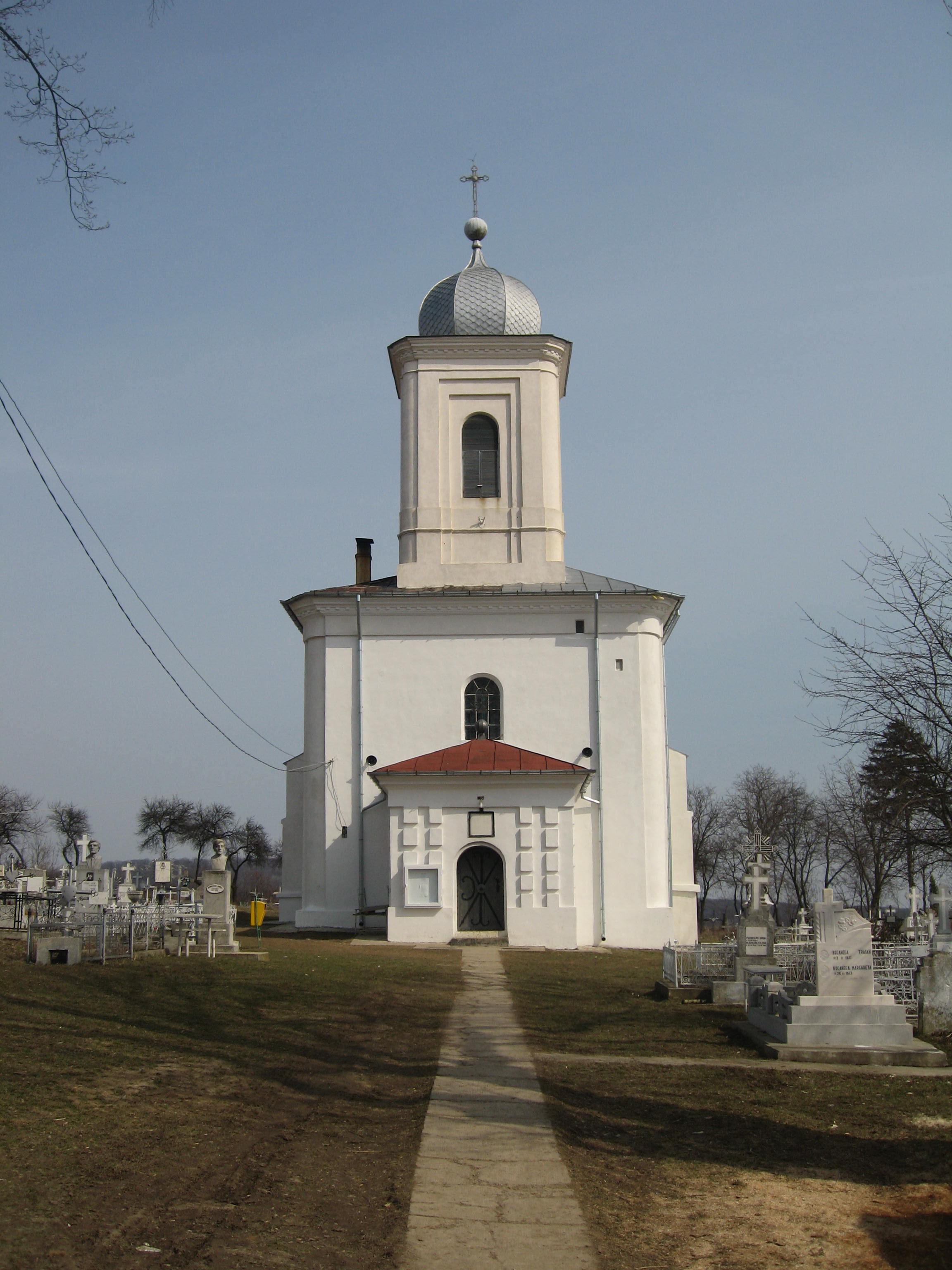
Biserica văzută dinspre vest
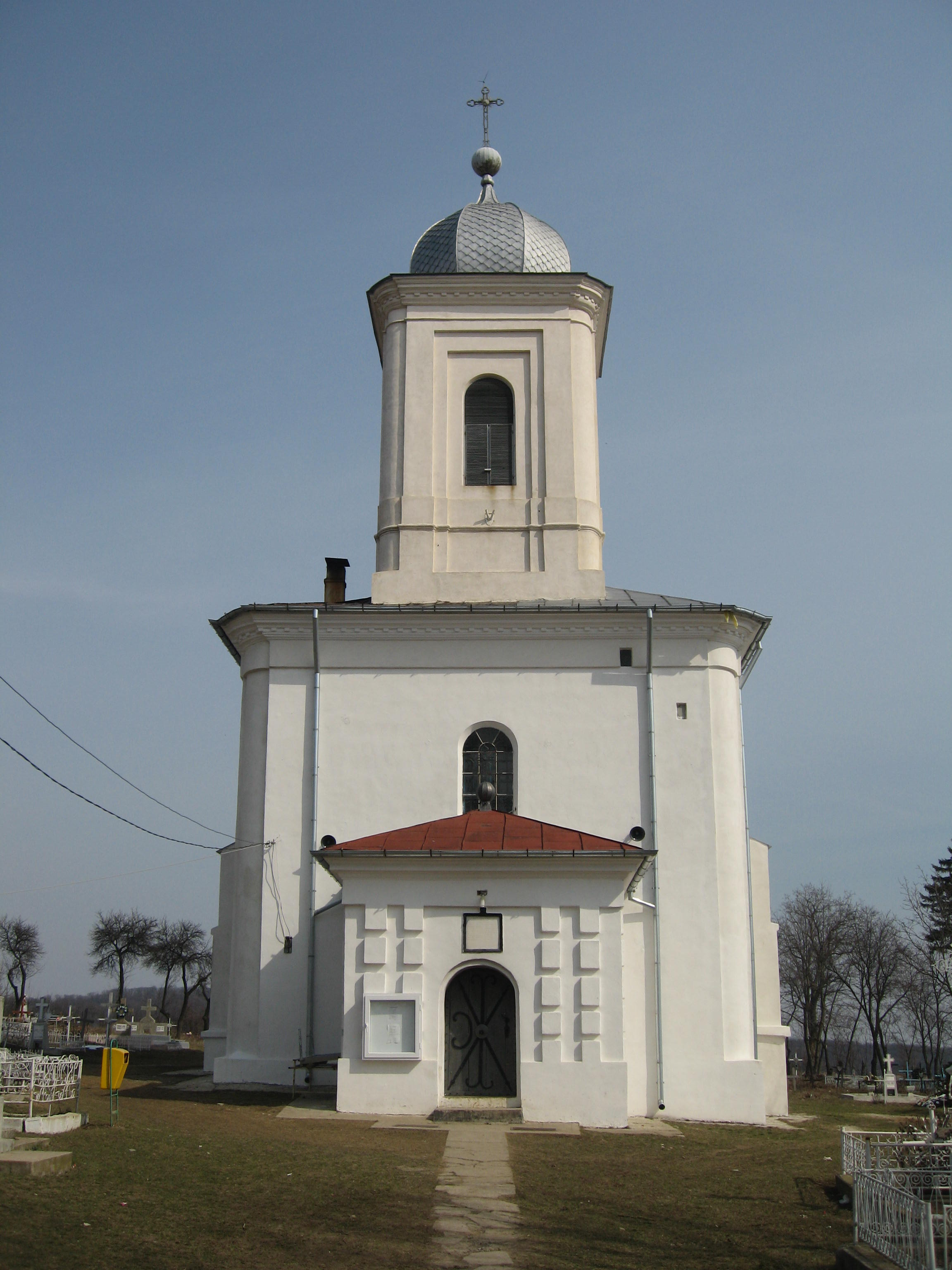
Biserica văzută dinspre vest
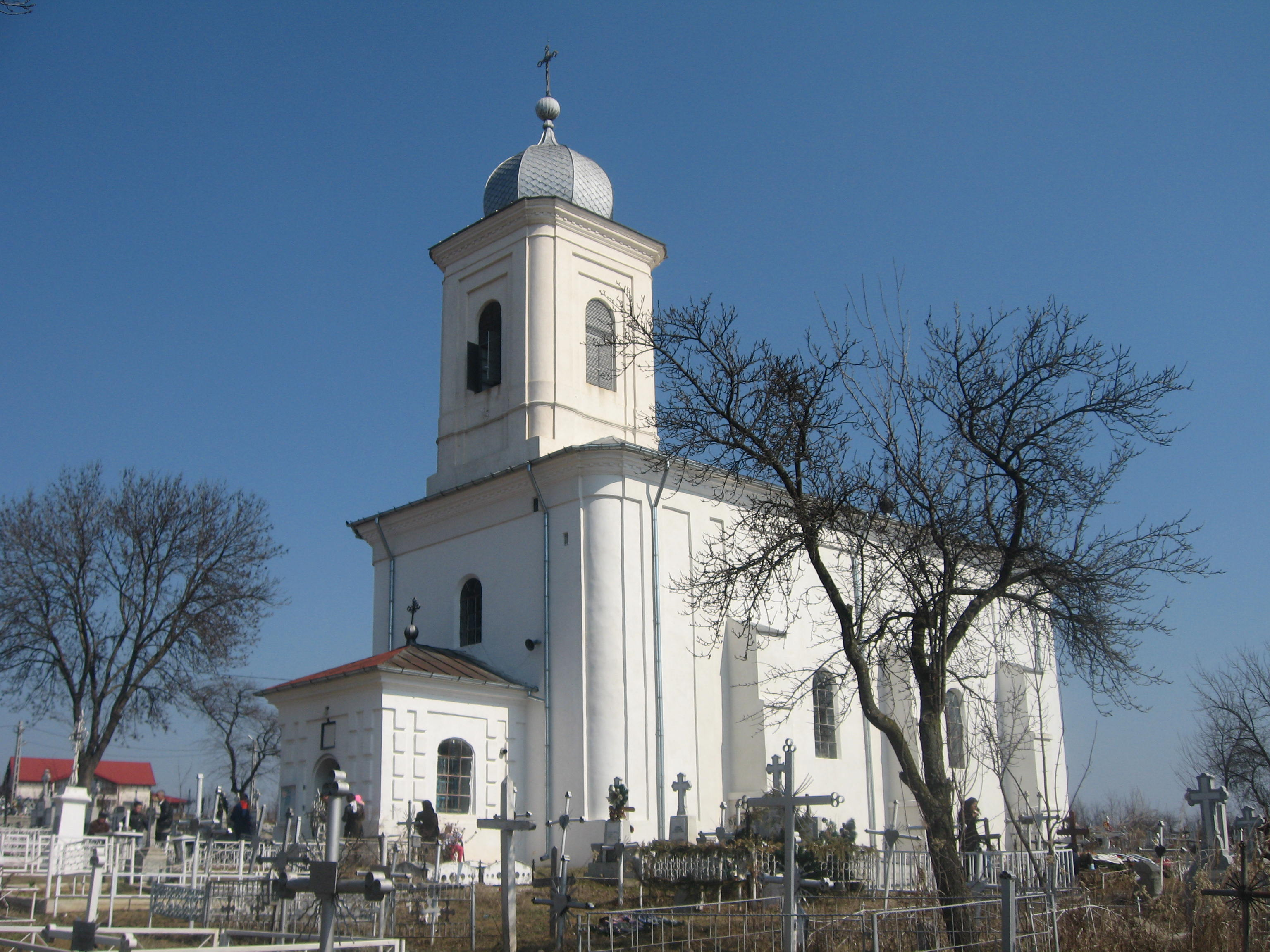
Biserica văzută dinspre sud-vest
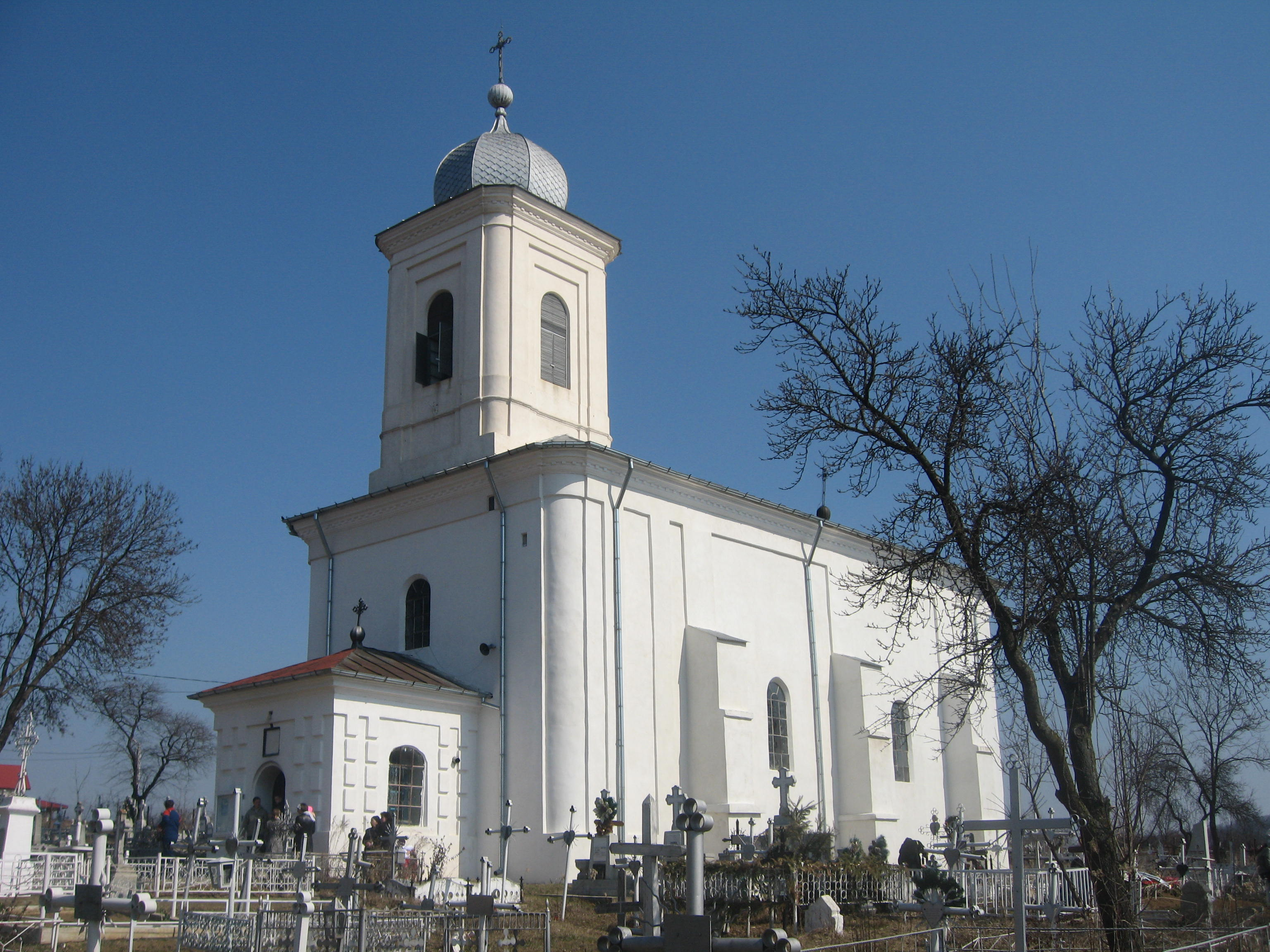
Biserica văzută dinspre sud-vest
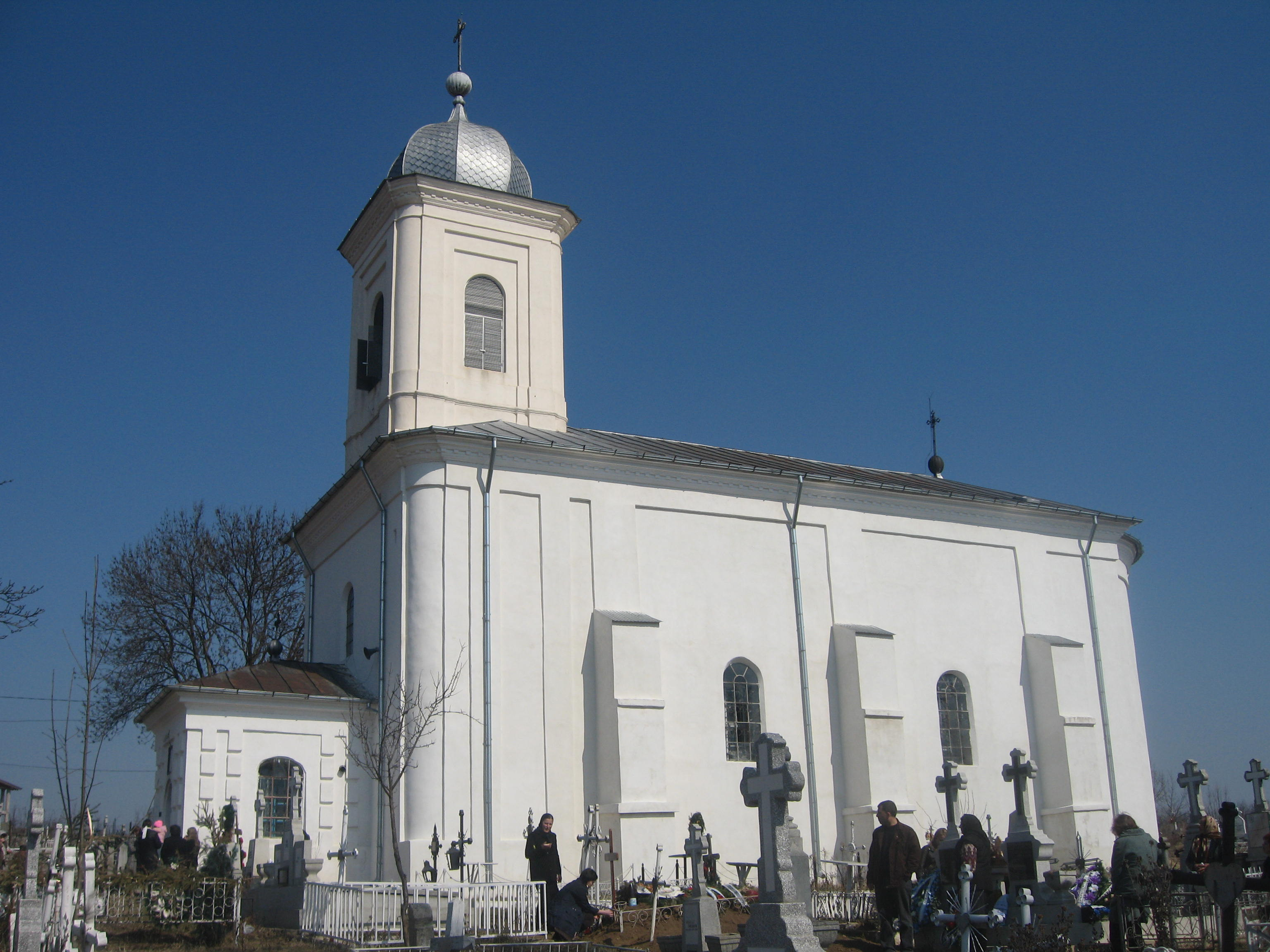
Latura sudică a bisericii
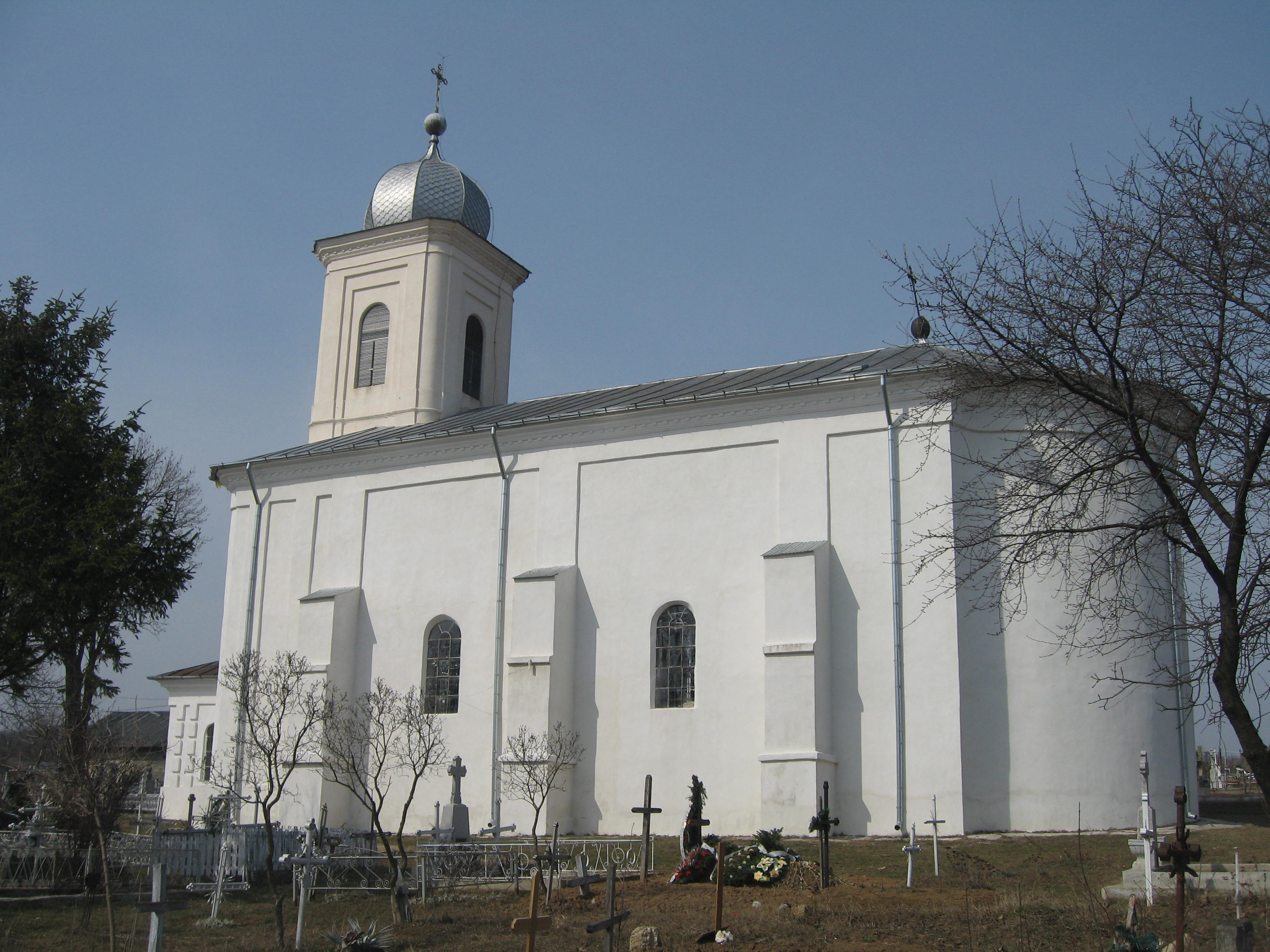
Latura sudică a bisericii
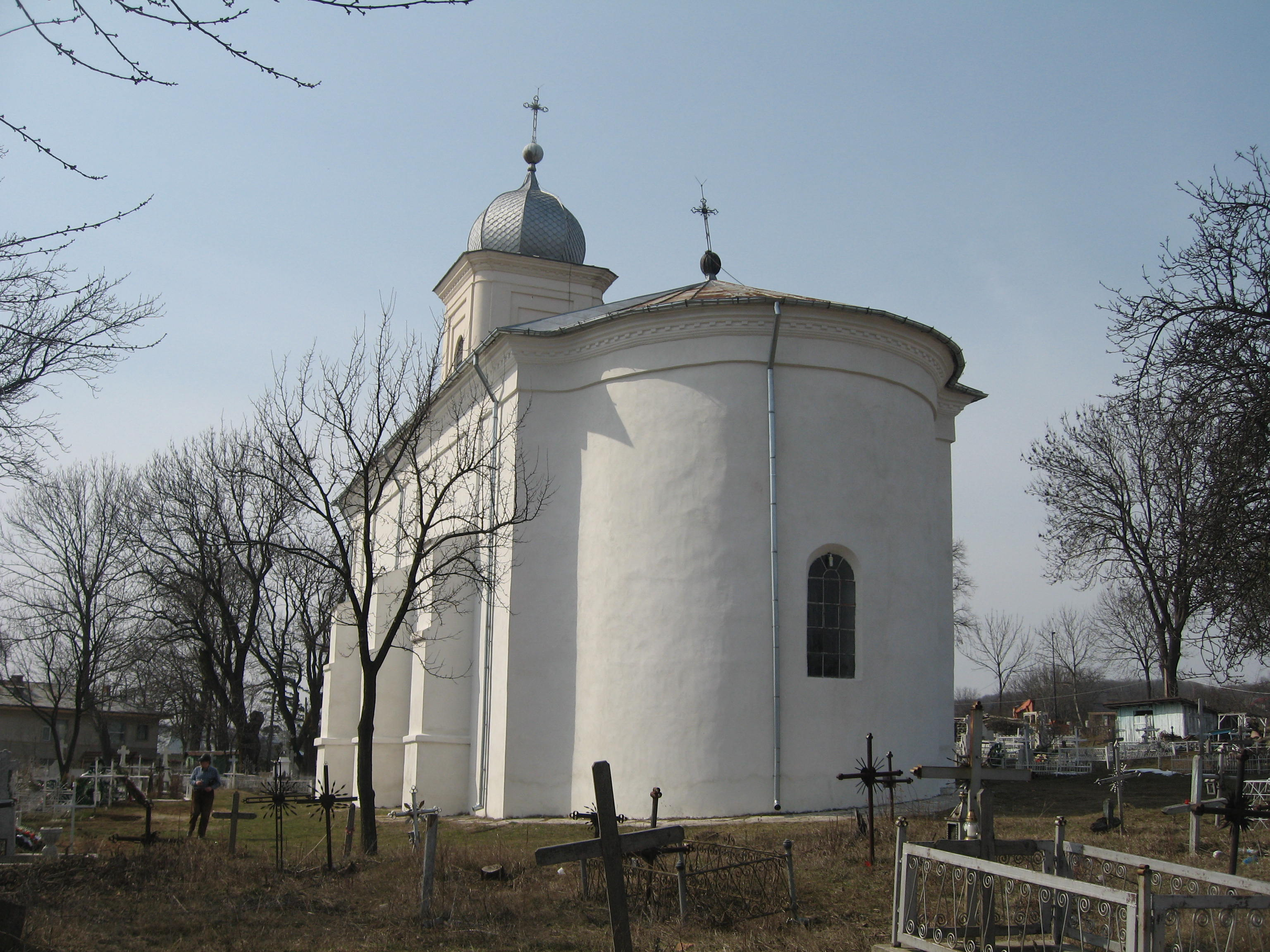
Absida altarului
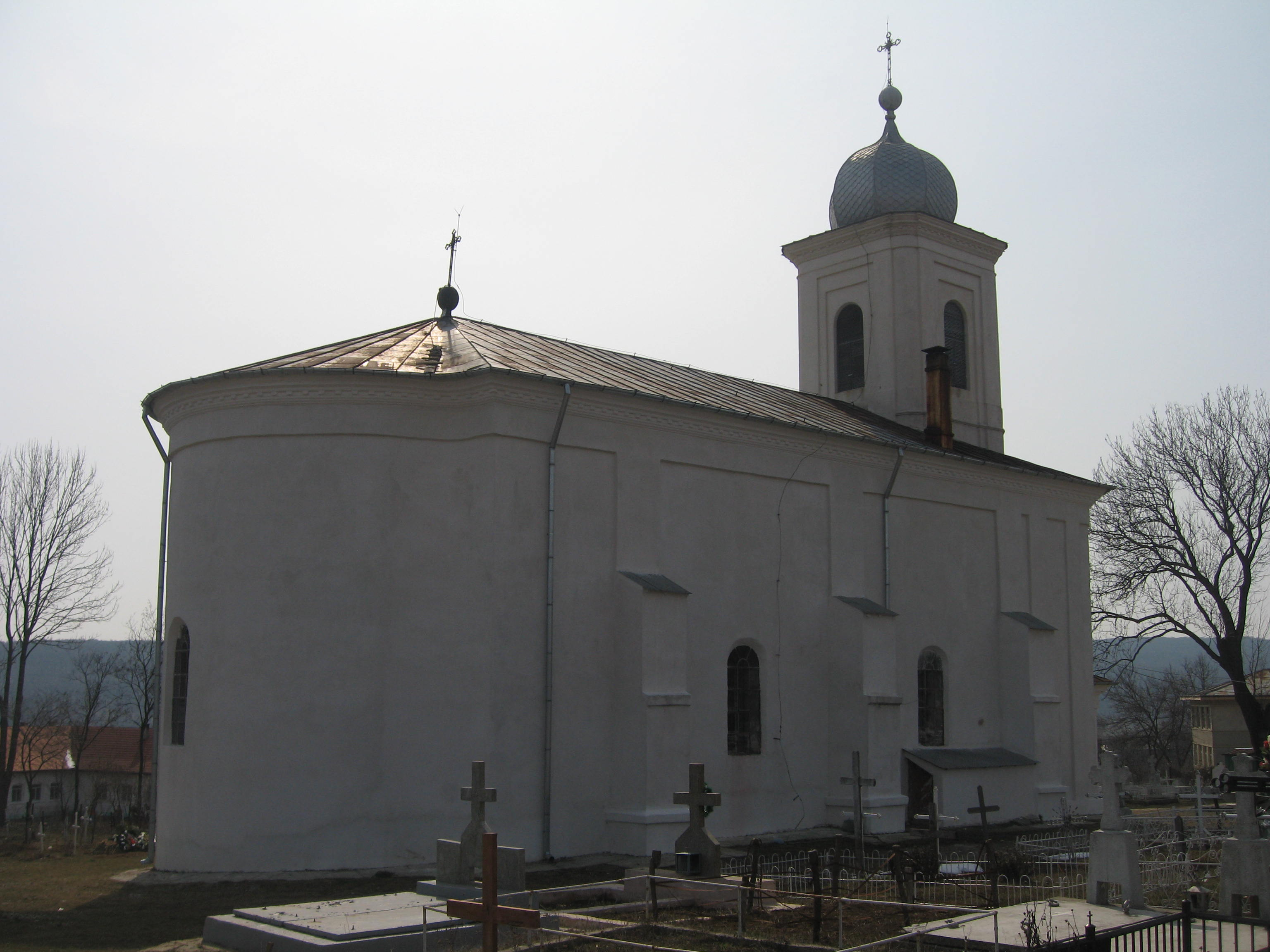
Latura nordică a bisericii
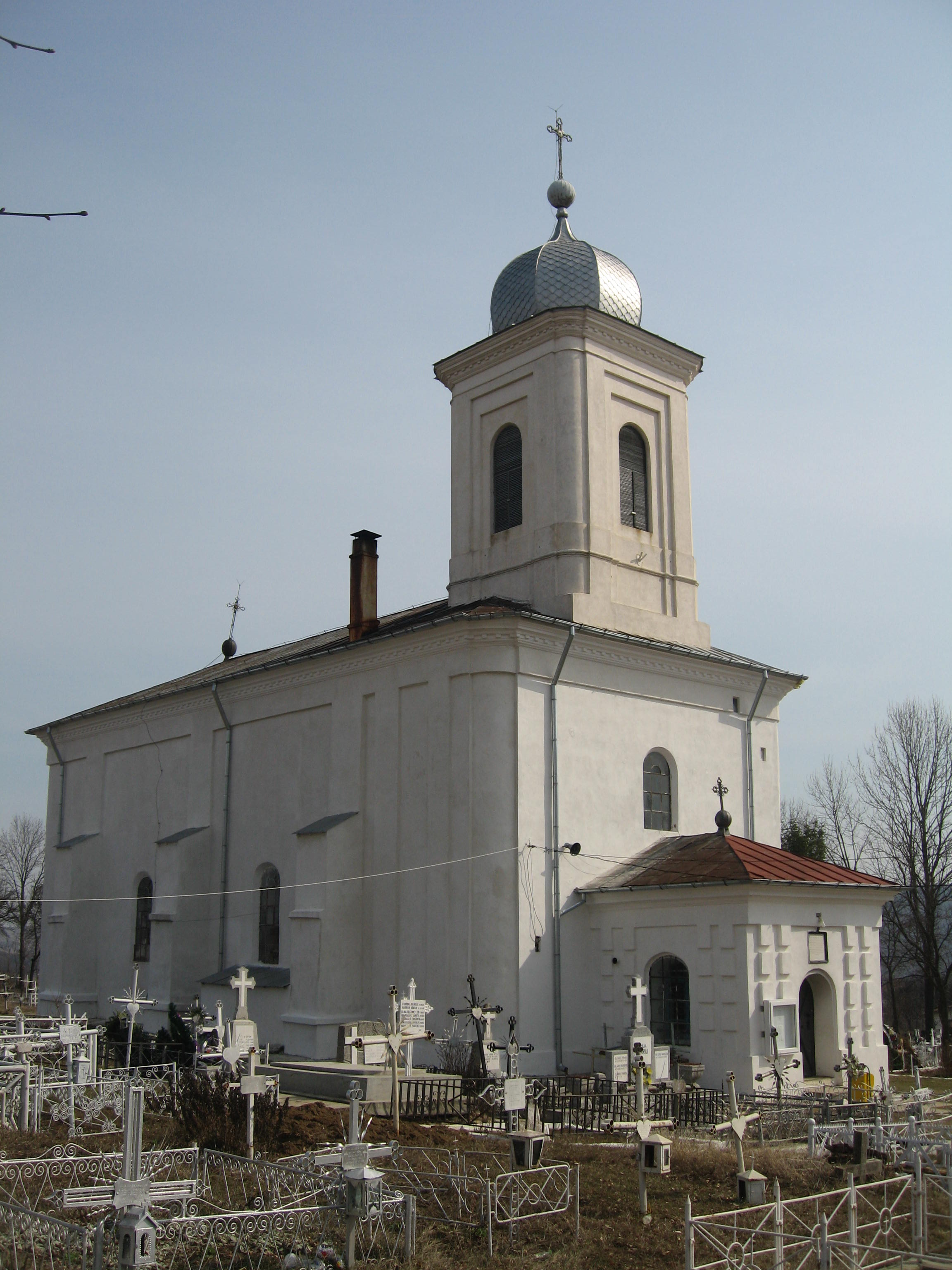
Biserica văzută dinspre nord-vest
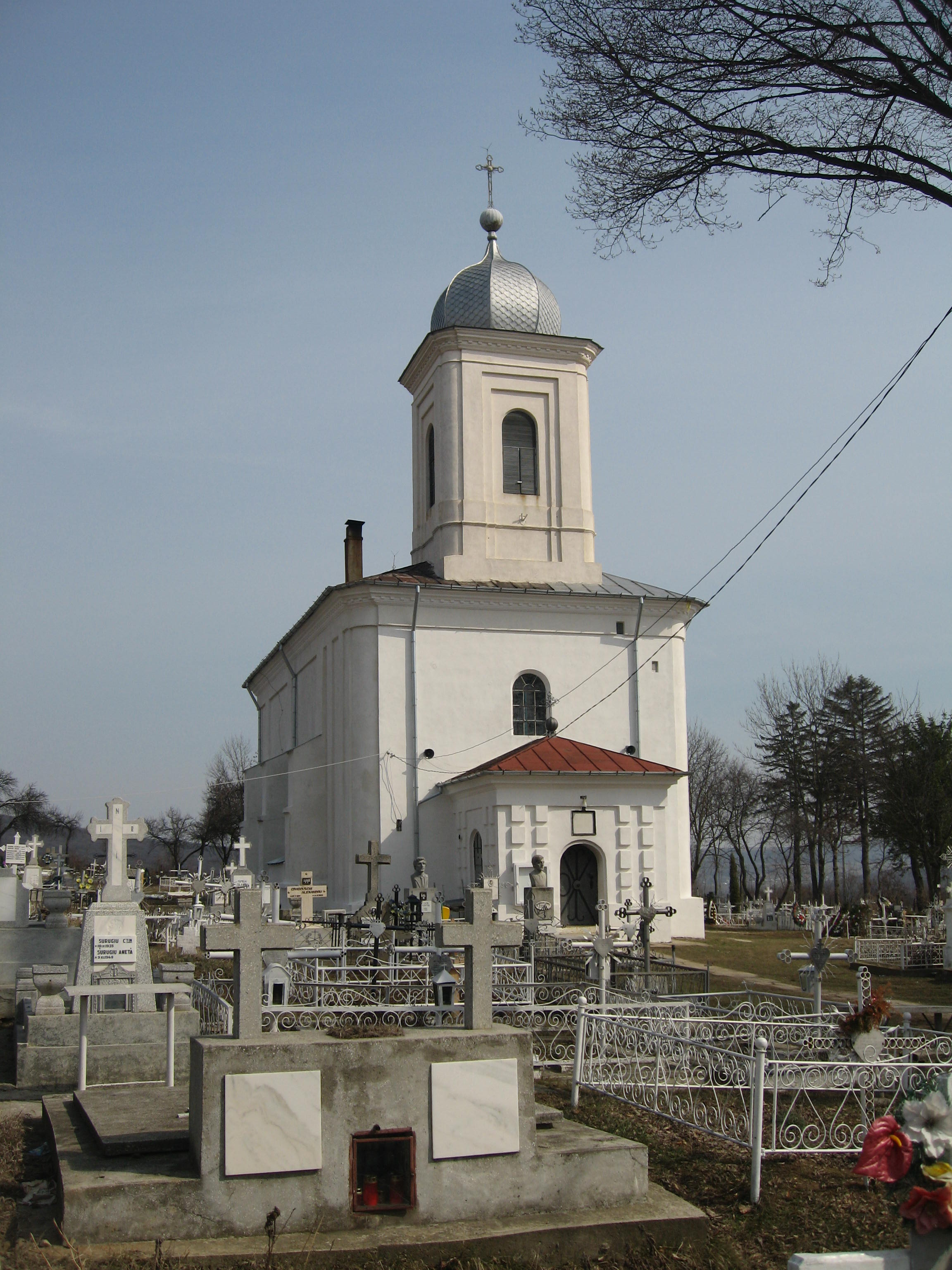
Biserica văzută dinspre vest
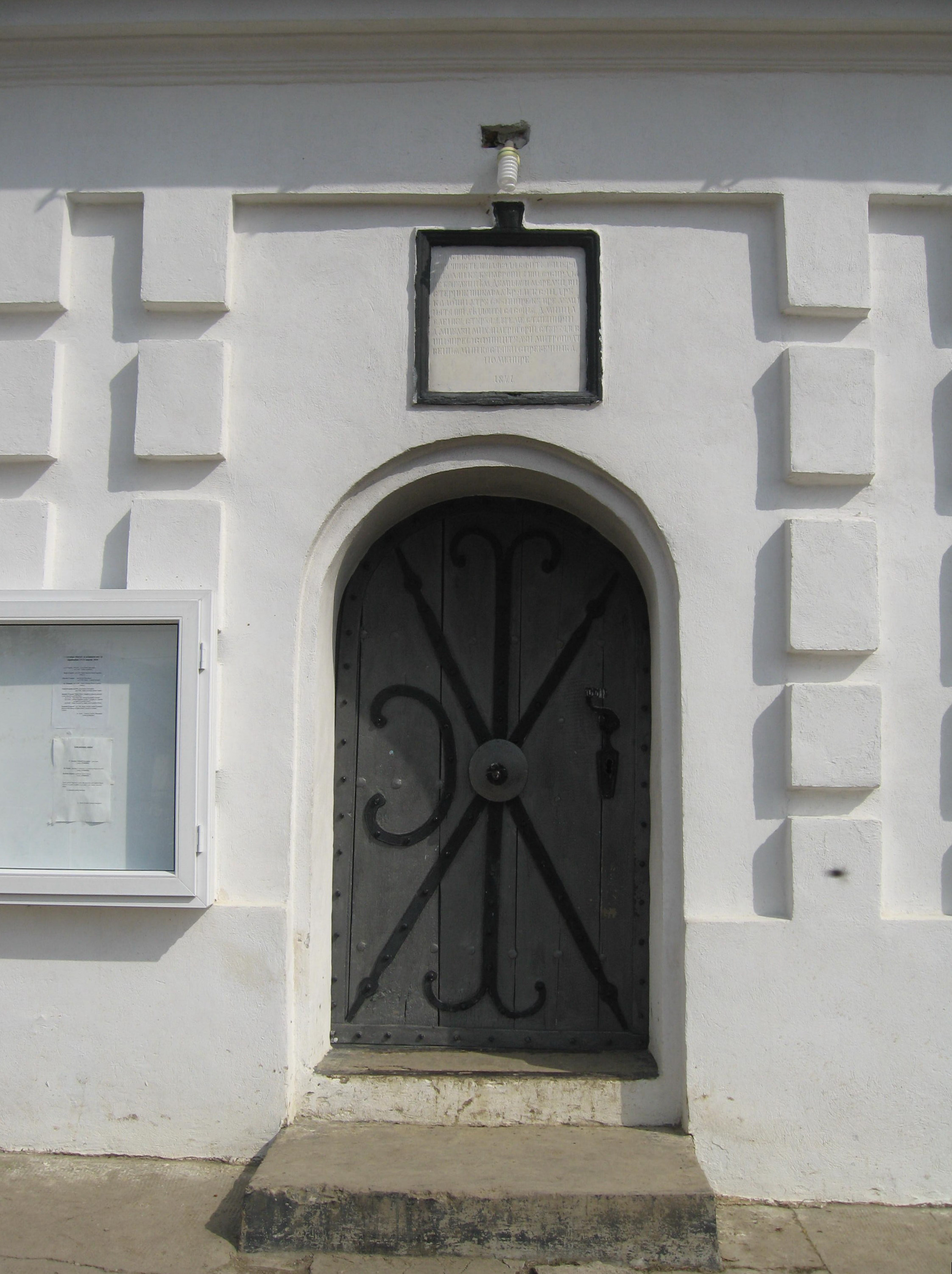
Intrarea în biserică și pisania
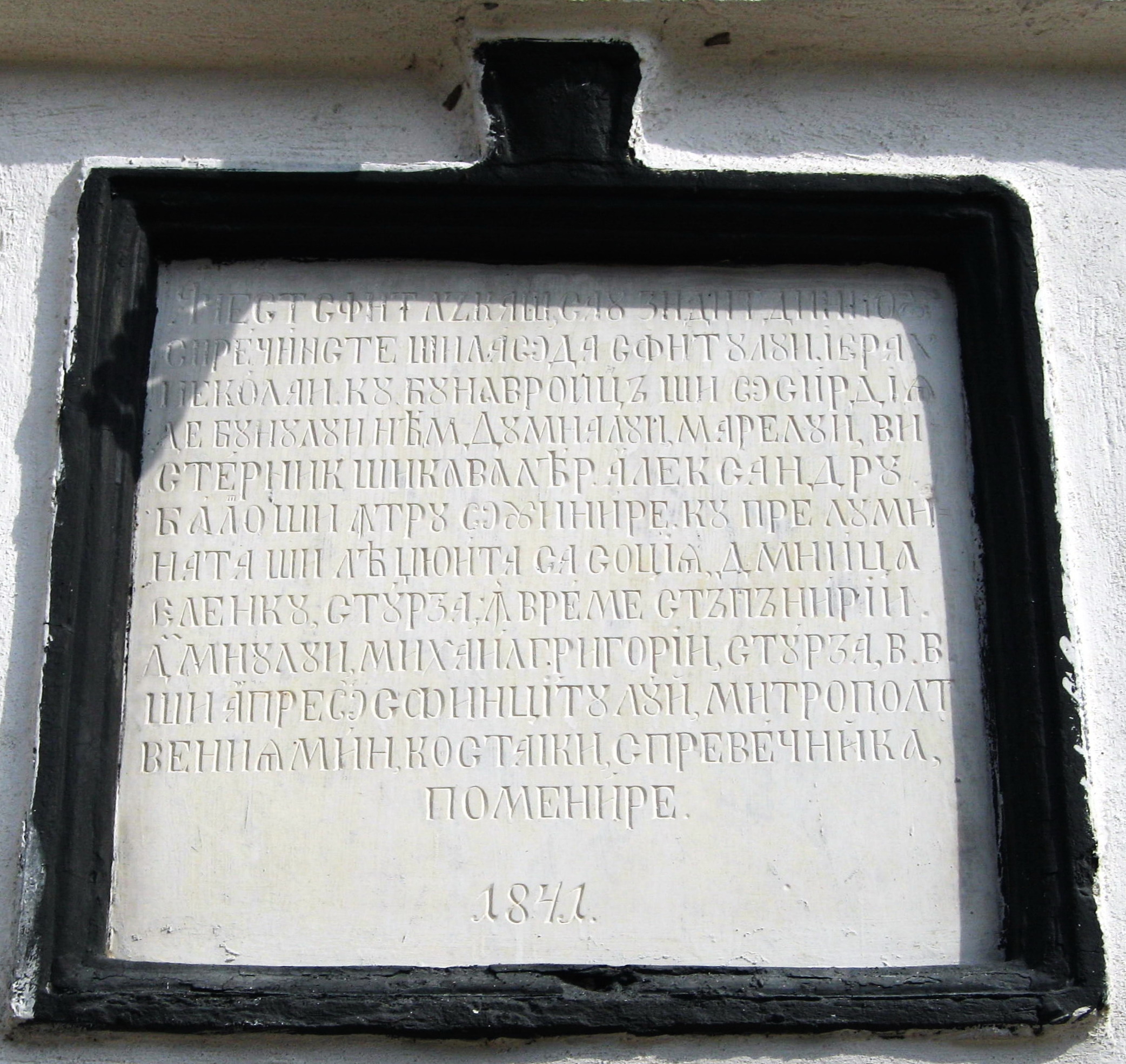
Pisania bisericii